# Yang Yongliang
Yang Yongliang (vereenvoudigd Chinees: 杨泳梁; traditioneel Chinees: 楊泳樑) (Shanghai, 27 juli 1980) is een Chinese kunstenaar en maker van schilderijen, foto's, installaties en video's.
Als jonge student studeerde Yongliang Chinese schilderkunst en kalligrafie voordat hij naar de kunstacademie van Shanghai ging. Daar specialiseerde hij zich vanaf 1996 in decoratie en design. In 1999 ging hij naar de China Academy of Art om visuele communicatie te gaan studeren. Zijn carrière als kunstenaar begon Yongliang in 2005, naar eigen zeggen met als doel "het creëren van nieuwe vormen van hedendaagse kunst". Een jaar later ging hij lesgeven aan het Shanghai Institute of Visual Art.
Zijn kunstwerken zijn doorgaans imposant en groot van formaat. In zijn monochrome picturale composities komen de bergen, bossen en rivieren van de traditionele Chinese schilderkunst samen met de opeenstapelingen van wolkenkrabbers, hoogspanningslijnen, bouwkranen, stortplaatsen, kermisattracties en drukke snelwegen.
Onder meer het Metropolitan Museum of Art, Museum of Fine Arts, British Museum, National Gallery of Victoria en Musée d'Art Moderne de la Ville de Paris hebben Yongliangs werk opgenomen in hun collectie. Daarnaast werd het wereldwijd tentoongesteld. In de Lage Landen was dit in de Koninklijke Musea voor Schone Kunsten van België, Stedelijk Museum Zwolle en Sophie Maree Gallery, en tijdens Noorderlicht.
Momenteel woont en werkt Yongliang zowel in Shanghai als New York.